# Бахматов Адольф Ісаакович
Бахматов Адольф Ісаакович (26 липня 1912, Київ — 19 липня 1991) — український архітектор і графік. 

## Біографія
Народився 26 липня 1912 року в Києві. Навчався у Київській академії мистецтв. 1939 року переїхав до Львова. 1940 року короткий час був директором Музею українського мистецтва (тепер Національний музей) у Львові. Пройшов Другу світову війну, був поранений. Демобілізувався у званні старшого лейтенанта. Працював у Львові у повоєнний період. 1946 року очолив кафедру композиції щойно створеного Інституту декоративного та прикладного мистецтва (тепер Львівська національна академія мистецтв). Член Спілки архітекторів УРСР. У 1957 і 1960 роках входив до правління львівського відділення спілки. Спроєктував низку нежитлових споруд. Займався створенням екслібрисів. Автор понад 200 зразків. Помер 19 липня 1991 року.
Споруди
- Адміністративний будинок на вулиці Личаківській, 81 у Львові (не пізніше 1970-х)[6].
- Адміністративний будинок на вулиці Личаківській, 128 у Львові (не пізніше 1970-х, співавтор архітектор Богдан Посацький)[6].
- Житловий будинок для працівників газопроводу «Союз» на вулиці Єфремова, 72 у Львові[6].
- Будівля цирку на вулиці Городоцькій, 83 у Львові (1968, співавтор Михайло Каневський)[7].
- Нереалізований проєкт корпусу нафтового факультету Львівської політехніки (1952—1953, співавтори Валеріан Сагайдаковський, Микола Мікула)[8].
- Участь у проєктуванні забудови села Вузлового Радехівського району[9].